# Valdo Filho
Valdo Cândido de Oliveira Filho, plus connu sous le simple nom de Valdo, est un footballeur international brésilien, né le 12 janvier 1964 à Siderópolis (Brésil).

## Biographie
L'international brésilien Valdo jouait au poste de milieu offensif. Joueur très technique, il a notamment évolué au Benfica Lisbonne et au Paris Saint-Germain. C'est Artur Jorge qui l'a fait venir du championnat portugais au championnat français en 1991 en même temps que son compatriote Ricardo. Valdo faisait partie des principaux joueurs des débuts de l'ère Canal+ au Paris SG, où il a été sacré champion de France en 1994 et a participé à trois campagnes de Coupe d'Europe, atteignant à chaque fois les demi-finales. Il a également remporté deux Coupes de France et une Coupe de la Ligue. 
À l'issue de la saison 1994-1995 il retourne au Benfica pour deux saisons. Il découvre ensuite le championnat japonais avant de finir sa carrière au Brésil.
Il a été sélectionné 45 fois en équipe nationale, sa dernière sélection remontant au mois d'août 1993. Il a inscrit 4 buts avec la sélection brésilienne.
Valdo a participé notamment à la Coupe du monde 1986 (élimination en 1/4 de finale) et à la Coupe du monde 1990 (élimination en 1/8 de finale) avec la Seleção. Il n'a pas été retenu pour la Coupe du monde 1994, en dépit de prestations de haut vol avec le club parisien.
Il met un terme à sa carrière à 40 ans, après avoir pris part au retour de Botafogo en D1 brésilienne.
Valdo a été directeur sportif du club des Lusitanos de Saint-Maur entre 2013 et novembre 2014. Il travaille comme consultant en France (BeIN, L’Équipe 21) et au Portugal (A Bola, Benfica TV).
En décembre 2014, il est nommé entraîneur-adjoint au Mouloudia Club d'Alger.
En mai 2018, il devient sélectionneur du Congo après avoir précédemment occupé des fonctions auprès des jeunes. Sa fédération le met rapidement sous pression du fait de la manière de jouer de son équipe.

## Statistiques
| Saison                | Club                  | Championnat           | Championnat | Championnat | Coupe nationale | Coupe nationale | Coupe de la Ligue | Coupe de la Ligue | Compétition(s) continentale(s) | Compétition(s) continentale(s) | Compétition(s) continentale(s) | Total | Total |
| Saison                | Club                  | Division              | M.          | B.          | M.              | B.              | M.                | B.                | Comp.                          | M.                             | B.                             | M.    | B.    |
| 1984                  | Grêmio Porto Alegre   | Série A               | 5           | 0           | -               | -               | -                 | -                 | -                              | -                              | -                              | 5     | 0     |
| 1985                  | Grêmio Porto Alegre   | Série A               | 19          | 4           | -               | -               | -                 | -                 | -                              | -                              | -                              | 19    | 4     |
| 1986                  | Grêmio Porto Alegre   | Série A               | 27          | 6           | -               | -               | -                 | -                 | -                              | -                              | -                              | 27    | 6     |
| 1987                  | Grêmio Porto Alegre   | Série A               | 15          | 2           | -               | -               | -                 | -                 | -                              | -                              | -                              | 15    | 2     |
| 1988                  | Grêmio Porto Alegre   | Série A               | 30          | 6           | -               | -               | -                 | -                 | -                              | -                              | -                              | 30    | 6     |
| 1988-1989             | Benfica Lisbonne      | Liga Sagres           | 28          | 3           | -               | -               | -                 | -                 | C3                             | 2                              | 1                              | 30    | 4     |
| 1989-1990             | Benfica Lisbonne      | Liga Sagres           | 24          | 3           | -               | -               | -                 | -                 | C1                             | 9                              | 1                              | 33    | 4     |
| 1990-1991             | Benfica Lisbonne      | Liga Sagres           | 26          | 5           | -               | -               | -                 | -                 | C3                             | 2                              | 0                              | 28    | 5     |
| 1991-1992             | Paris SG              | Division 1            | 32          | 3           | 2               | 0               | -                 | -                 | -                              | -                              | -                              | 34    | 3     |
| 1992-1993             | Paris SG              | Division 1            | 28          | 3           | 3               | 0               | -                 | -                 | C3                             | 9                              | 1                              | 40    | 4     |
| 1993-1994             | Paris SG              | Division 1            | 30          | 1           | 3               | 0               | -                 | -                 | C2                             | 6                              | 1                              | 39    | 2     |
| 1994-1995             | Paris SG              | Division 1            | 25          | 3           | 4               | 1               | 3                 | 2                 | C1                             | 8                              | 1                              | 40    | 7     |
| 1995-1996             | Benfica Lisbonne      | Liga Sagres           | 30          | 4           | -               | -               | -                 | -                 | C3                             | 3                              | 2                              | 33    | 6     |
| 1996-1997             | Benfica Lisbonne      | Liga Sagres           | 30          | 4           | 3               | 0               | -                 | -                 | -                              | -                              | -                              | 33    | 4     |
| 1997                  | Nagoya Grampus Eight  | J-League              | 16          | 2           | 1               | 0               | 4                 | 0                 | -                              | -                              | -                              | 21    | 2     |
| 1998                  | Nagoya Grampus Eight  | J-League              | 10          | 2           | -               | -               | 4                 | 1                 | -                              | -                              | -                              | 14    | 3     |
| 1998                  | Cruzeiro EC           | Série A               | 30          | 6           | -               | -               | -                 | -                 | -                              | -                              | -                              | 30    | 6     |
| 1999                  | Cruzeiro EC           | Série A               | 16          | 1           | -               | -               | -                 | -                 | -                              | -                              | -                              | 16    | 1     |
| 2000                  | Santos FC             | Série A               | 19          | 1           | -               | -               | -                 | -                 | -                              | -                              | -                              | 19    | 1     |
| 2001                  | Atlético Mineiro      | Série A               | 23          | 1           | -               | -               | -                 | -                 | -                              | -                              | -                              | 23    | 1     |
| 2002                  | EC Juventude          | Série A               | 12          | 2           | -               | -               | -                 | -                 | -                              | -                              | -                              | 12    | 2     |
| 2003                  | Botafogo FR           | Série A               | 22          | 1           | -               | -               | -                 | -                 | -                              | -                              | -                              | 22    | 1     |
| 2004                  | Botafogo FR           | Série A               | 22          | 1           | -               | -               | -                 | -                 | -                              | -                              | -                              | 22    | 1     |
| Total sur la carrière | Total sur la carrière | Total sur la carrière | 519         | 64          | 16              | 1               | 11                | 3                 | -                              | 39                             | 7                              | 585   | 75    |

## Palmarès

### En club
- Vainqueur de la Recopa Sudamericana en 1999 avec Cruzeiro
- Champion de l'État du Rio Grande do Sul en 1985, 1986, 1987 et 1988 avec Grêmio Porto Alegre
- Champion du Portugal en 1989 et en 1991 avec le Benfica Lisbonne
- Champion de France en 1994 avec le Paris SG
- Champion de l'État du Minas Gerais en 1998 avec Cruzeiro
- Vainqueur de la Coupe de France en 1993 et 1995 avec le Paris SG
- Vainqueur de la Coupe du Portugal en 1996 avec le Benfica Lisbonne
- Vainqueur de la Coupe de la Ligue en 1995 avec le Paris SG
- Vainqueur de la Supercoupe du Portugal en 1996 avec le Benfica Lisbonne
- Finaliste de la Coupe d'Europe des Clubs Champions en 1990 avec le Benfica Lisbonne
- Vice-champion du Portugal en 1990 avec le Benfica Lisbonne
- Vice-champion de France en 1993 avec le Paris SG

### En équipe du Brésil
- Vainqueur de la Copa América en 1989
- Médaille d'Argent aux Jeux Olympiques en 1988
- Vainqueur du tournoi Pré-Olympique en 1987
- Vainqueur de la Coupe Stanley Rous en 1987
- Vainqueur des Jeux panaméricains en 1987
- Vainqueur du tournoi du bi-centenaire de l'Australie en 1988

### Distinction individuelle
- Élu Ballon d'argent brésilien en 1998